# 美國醫療衛生改革辯論
美國在醫療衛生改革辯論（英語：Healthcare reform debate in the United States）中的議題，都圍繞在擴大醫療衛生覆蓋、降低費用成本、進行醫療保險改革，以及在哲學面上的-有關服務的提供、經費的來源、和政府參與的程度。

## 歐巴馬和川普兩任總統的做法
巴拉克·歐巴馬擔任總統期間，大力推動醫療衛生改革，他於2010年3月頒布《患者保護與平價醫療法案（PPACA）》
而歐巴馬的下一任總統唐納·川普則表示，醫療衛生系統應遵照自由市場原則運作。他提出七點改革計劃：
- 廢除PPACA（綽號歐巴馬健保（Obamacare））
- 降低跨州銷售醫療保險的障礙
- 對個人繳納的保險費給予全額減稅
- 讓健康儲蓄帳戶（英语：health savings accounts）得被繼承
- 要求醫療保險價格透明化
- 向各州提供針對聯邦醫療補助（Medicaid）的專款補助（英语：Block grant (United States)）
- 降低監管壁壘，允許更多的海外藥物出口到美國

川普總統還建議透過加強執行移民法，管制移民，來達到降低醫療衛生費用的目的。
川普政府曾努力，設法廢除PPACA，並以另一種醫療衛生政策（稱為"廢止與替代"方法，請參考：2017年患者保護與平價醫療法案替代法案建議）來取代，但並未獲得國會通過。接下來，川普政府參與目的在推翻PPACA的法律訴訟，美國最高法院在2020年3月初同意將審理此案。按照正常程序，這個訴訟案會在2020年秋季開庭審理，並於2021年春季判決。但由於美國最高法院隨後因為2019冠狀病毒病美國疫情而休庭，目前尚不知何時會審理這個案件。

## 美國醫療衛生成本
2015年，美國的醫療衛生費用估計約為3.2兆美元，平均每人接近10,000美元。主要類別包括住院護理（32％）、醫師和臨床服務（20％）、和處方藥（10％）。2016年，美國在醫療衛生所花費遠高於其他經濟合作與發展組織（OECD）成員國家，佔GDP的17.2％，而第二高的國家（瑞士）的費用僅佔GDP的12.4％。從規模上看，5％的GDP差異大約是1兆美元，或者是等於人均3,000美元。美國與其他國家/地區成本有差異的原因有：醫療保險報銷經由具有多個付款流程的私人系統，行政管理成本較高、相同的產品和服務，但在美國就成本較高、昂貴的服務數量/服務組合，還有更多昂貴的專科醫生介入、對高齡重病患者提供積極治療，而不是提供安寧緩和醫療、政府少對定價做干預；以及、高所得者拉高在醫療衛生服務的需求。醫療衛生費用對醫療保險費定價有根本的影響，高昂醫療保費導致數百萬家庭無力負擔醫療保險。現行的PPACA，和共和黨的兩個替代方案（2017年美國保健法案（綽號川普健保），和更好醫療和解方案（Better Care Reconciliation Act of 2017 (BCRA)））是否足以應對巨額的成本挑戰，仍在辯論中。
美國在2009年的費用，相對於經濟規模，位居已開發國家中的首位，約有5,020萬美國公民（約佔2011年9月估計的3.12億人口的16％）是沒有醫療保險覆蓋。對那些反駁提倡改革者的人認為，這些無醫療保險覆蓋的人之中，幾乎有10分之4是年收入超過50,000美元的家庭，他們可能是自願不買保險，或者是選擇按"依能力有多少付多少 "的方式支付醫療衛生費用。此外，估計有7,700萬嬰兒潮時期出生的人即將退休，這批人每年醫療衛生費用會大幅增加，會對美國各州和聯邦政府產生巨大的預算壓力。因此，要維持聯邦政府的長期財政健康，就必須對醫療衛生費用有妥善的控制，才有機會達成。

## 美國醫療衛生品質
美國醫療衛生體系的品質，與其他國家/地區相比，存有重大爭議。政治倡導團體“支持全民醫療衛生計劃醫生團體”聲稱，自由市場方案所提供的醫療衛生，與公共經費的系統相比，品質較低，死亡率較高。這個團體也對健康維持組織和管理式醫療護理的品質提出批評。
根據一份2015年聯邦基金會的報告，美國的人均醫療衛生費用幾乎是其他有全民醫療衛生富裕國家的兩倍，但效果反而較差。與其他OECD國家相比，美國的總體預期壽命最低，嬰兒死亡率最高，在某些情況下甚至達到兩倍。這份報告還強調，美國是每天吸菸人口比例最低的國家之一，但心臟病的死亡率最高、肥胖症比率明顯的高、糖尿病導致的截肢案例也多。其他被強調與健康相關的問題顯示，65歲以上的美國人，患有兩種或更多慢性病的人口比例較高，而這個年齡段的人口存活率最低。
根據世界衛生組織（WHO）在2000年的一項研究，工業國家的公共經費醫療衛生系統的支出，無論是在GDP的佔比，還是人均GDP的百分比，都呈現減少，但都享有較好的醫療衛生結果。 但是，保守派評論員戴維·格拉澤和自由意志主義智庫-加圖研究所都對WHO的比較方法提出存有偏見的批評。WHO的研究對那些擁有私人或患者自付費用醫療服務的國家進給予較低的評比，並對國家的評級，是透過與它們預期的醫療績效，而不是客觀的根據醫療品質作比較。
一些醫學研究人員說，評估醫療服務品質，利用患者滿意度調查並不恰當。蘭德公司和美國退伍軍人事務部的研究人員請 236位老年患者，對於他們接受兩種不同的管理式醫療護理計劃作評分，然後根據《內科學年鑑》的報告，對醫療護理記錄做檢查。患者評分和醫療護理記錄兩者看不出相關。加利福尼亞大學洛杉磯分校醫學院的John T. Chang是這份報告的主要作者，他說："醫療衛生的患者評分很容易獲得來製作報告，但無法準確地衡量醫療衛生的品質。"
覆蓋不足的醫療保險會為健康產生損害。哈佛大學一份在2009年發表在《美國公共衛生雜誌》的研究報告發現，由於缺乏醫療保險，美國每年有超過44,800例的超額死亡。更廣泛地說，根據1997年的一份分析，美國因缺乏醫療衛生服務而死亡的總人數（無論有保險或無保險）每年約有100,000人。
醫生以及醫學研究者Steffie Woolhandler和醫學教授David Himmelstein於2007年在英國醫學期刊發表的一篇文章中強烈指出，美國的醫療衛生模式，是用過高的價格，提供劣等的服務，並進一步指出："美國醫療衛生的差勁表現，就是依賴市場機制以及營利性公司所產生的直接結果。我們應該據此警告其他國家，勿走上此路。”

## 成本與效率

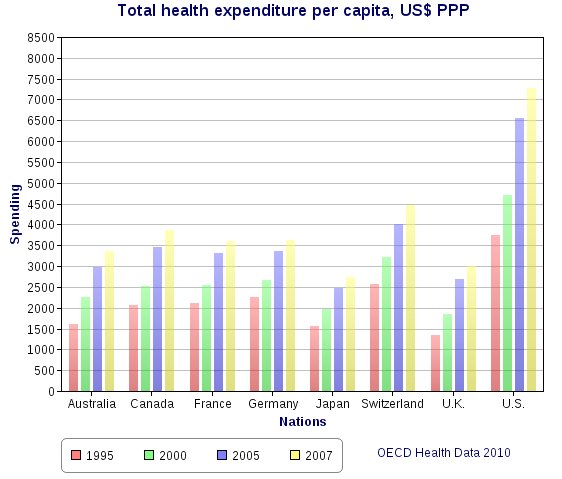
幾個第一世界國家的人均醫療衛生花費圖表，以購買力平價調整過的美金表示。

除東帝汶以外，美國在醫療衛生上的的花費，佔國內生產總值（GDP）比例（2018年16.9％），高於世界上任何其他國家（2006年，美國為15.3%，東帝汶為17.7%）（請參考世界人均醫療衛生花費國家名單）。提供醫療保險的雇主人數在下降。根據凱撒家庭基金會在2007年所做的研究顯示，雇主支付的醫療保險費用迅速上升中：自2001年以來，覆蓋家庭的醫療保險費增長78％，而工資增長19％，物價上漲17％。
在美國，私人醫療保險的覆蓋範圍差異很大。聯邦基金會在《健康事務》雜誌上發表的研究，估計在 2003年，美國有1,600萬成年人的保險覆蓋不足。與擁有足夠保險的人相比，保險不足的人選擇放棄醫療保險的可能性高、因為沒錢而宣告無力支付醫療費用、並且在購買處方藥的保險覆蓋方面不足。這份研究發現，保險不足對低收入人群影響尤為嚴重–保險不足的人中有73％的年度收入低於聯邦貧窮標線的200％。
然而，凱撒家庭基金會在2008年發表的研究發現，在2007年，典型大型雇主的首選提供者組織（PPO）計劃的條件，比《聯邦醫療保險（Medicare）》，或者《聯邦僱員健康福利計劃標準方案的標準選項》更為慷慨。衛生事務雜誌對於美國人在醫療保險覆蓋範圍不一致的後果，有個結論-有一半的個人破產都和醫療費用有關，但有其他資訊來源對此結論提出質疑。
支持擴大政府參與改革，以實現全民醫療衛生的人認為，在主要是自由市場的醫療體系中，要為投資者賺錢，加上額外的行政費用，往往會拉高成本，導致醫療費用增加。
根據經濟學家（也是前美國勞工部長）羅拔·列治的說法，只有"大的，國家級的公共醫療保險選擇"才能讓私人保險公司就範及配合，共享資訊，壓低成本。而分散的，本地化的"醫療保險合作社"規模太小，無法做到這一點，並且會被反對民主黨醫療改革的金權勢力"搞到失敗"。

### 對美國生產力的衝擊
2010年3月1日，億萬富翁華倫·巴菲特表示，美國公司為員工的醫療衛生付出的高昂費用，讓他們處於競爭劣勢。他將美國在醫療費用大約佔GDP的17％，與世界上大部分國家的9％做比較，並指出美國的人均醫生和護士人數較少，並且說，“這種成本，與世界其他國家/地區相比，就像絛蟲在吞噬我們的經濟體。” 

### 對浪費的指控

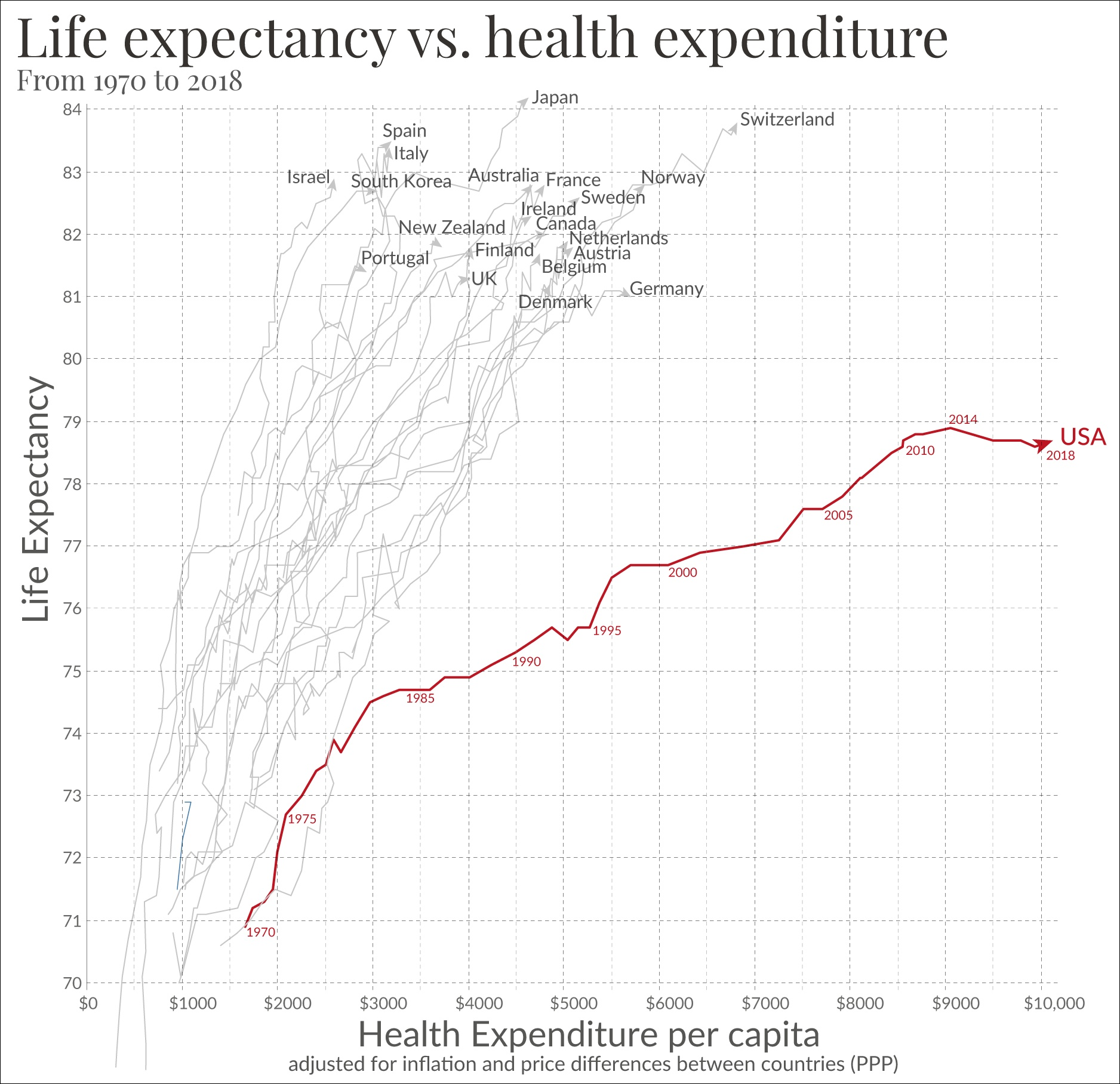
1970年到2008年，美國及其他19個GDP排名在前的國家，人民預期壽命和對應人均醫療衛生支出圖表。

2011年12月，即將離任的聯邦醫療保險和聯邦醫療補助服務中心（CMS）主管Donald Berwick博士表示，醫療支出中有20％至30％被浪費掉。他列舉造成浪費的五個原因：（1）對患者過度治療；（2）無法在各級護理之間做協調；（3）複雜的管理系統；（4）繁瑣的規則；（5）詐欺。

## 改革重點
歐巴馬總統在2009年6月的一次演講中為他的改革策略提出概述。他提到病歷電子化、預防費用高昂疾病的產生、減少肥胖症、對醫生的激勵措施從注重護理的數量轉移到注重品質、用捆綁式付款支付費用、不對單一特定治療支付、認真找出和傳達最具成本效益的治療方法、以及減少不必要的防禦性醫療（請參考：不必要的醫療照顧）。
歐巴馬總統在2009年9月的國會聯席會議演說中，進一步描述他的計劃。包括：不產生赤字、不允許保險公司根據投保者既有身體狀況做差別待遇、為自付費用設立上限、為個人和小型企業建立一個醫療保險市集、個人和小公司的稅收抵免、設立獨立委員會，揪出詐欺、浪費和濫用、和處理醫療事故改革，等等。
美國行政管理和預算局（OMB）總監Peter R. Orszag在2009年11月的一次新聞採訪中，對歐巴馬政府策略的幾個面向描述為："為遏制Medicare和Medicaid長期成本增長趨勢，我們需要一個數位化的醫療系統...其中資訊可用來迅速評估，並且根據醫療品質，而非數量來付費，同時也鼓勵做疾病預防和促進身體健康。"Orszag還主張採用捆綁式付款和建立盡責護理組織，根據醫生的團隊合作和患者治療的成果來提供報酬。
梅奧醫院總裁兼首席執行官Denis Cortese提倡一個引導改革的總體策略。他說，美國大眾已有共識，認為需要做改革，有機會去重新設計醫療衛生系統。他闡明策略的四個"支柱"是：
- 關注價值，價值的定義為花下成本，要得到足夠的服務品質；
- 金錢的激勵要與得到的價值等比；
- 覆蓋遍及全民；
- 建立能夠長期改善醫療體系的機制，價值才能提高。

外科醫生阿圖·葛文德在週刊《紐約客》上撰文，把服務系統和支付系統兩者區分，服務系統是指提供醫療服務的方式，支付系統是指支付服務費用的方式。他認為，改革服務系統，在達成控制成本方面甚為重要，而改革支付系統（例如，由政府，或是由私人保險公司來支付）的重要性則沒那麼大，卻引起不成比例的關注。葛文德認為"至少要花費十年"才能讓服務系統有顯著的改進，而達到節約的目的。他建議實施改變，以解決過度治療的問題。把激勵措施重新聚焦在價值，而非利潤之上；對各醫療衛生提供者的治療成本做比較分析，以找出最佳實踐。他認為這是需要反復的做以累積經驗，而且應由"國家級醫療衛生機構"來管理，達成分析和傳達改善的機會。

### 運用比較效益研究

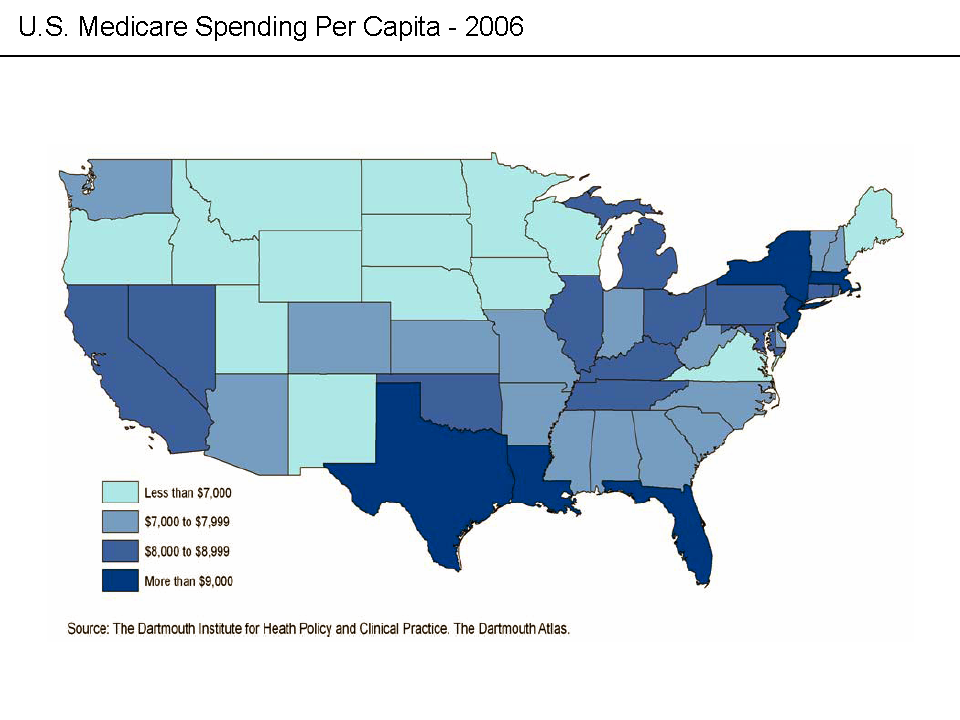
Medicare人均支出美國各州大不相同（2006年）

對於已有的醫療狀況，有幾種治療方法可供選擇，它們之間的費用差異大，但治療成果並無統計學上的差異。經過比較效益研究後可提供維持或改善護理品質的機會，並同時把成本大幅降低。新聞工作者及專欄作家戴維·萊昂哈特在《紐約時報》上寫道，治療最早期，那種緩慢增長的前列腺癌的費用可從平均2,400美元（僅觀察病情是否惡化）到高達100,000美元（採用放射線治療）。 
根據經濟學家彼得·戴蒙德和美國國會預算辦公室（CBO）所引用的研究，美國的人均醫療衛生費用也因地理位置和醫療機構不同，而有很大的差異，但治療成果在統計學上的差異或是沒有，或者所差無幾。
根據比較效益研究的結果，有大幅降低成本的機會。Orszag說："如果可以把高，或中成本地區的支出降低到像低成本地區的水準一樣，Medicare的成本可節省近30％，而不致產生負面的影響。" 

### 醫生激勵機制改革
批評者認為，醫療衛生系統中有多種產生高價費用行為的誘因。其中兩項是：
1. 通常醫生的報酬是靠提供服務的次數，而非固定薪水。這種系統（通常稱為"按服務收費"（FFS））會讓醫生利用增加服務次數來增加收入。
2. 已擁有完全保險覆蓋的患者沒經濟上的誘因去選擇可降低費用的治療方式，結果是所有人的保險費會因此而增加。

### 稅制改革

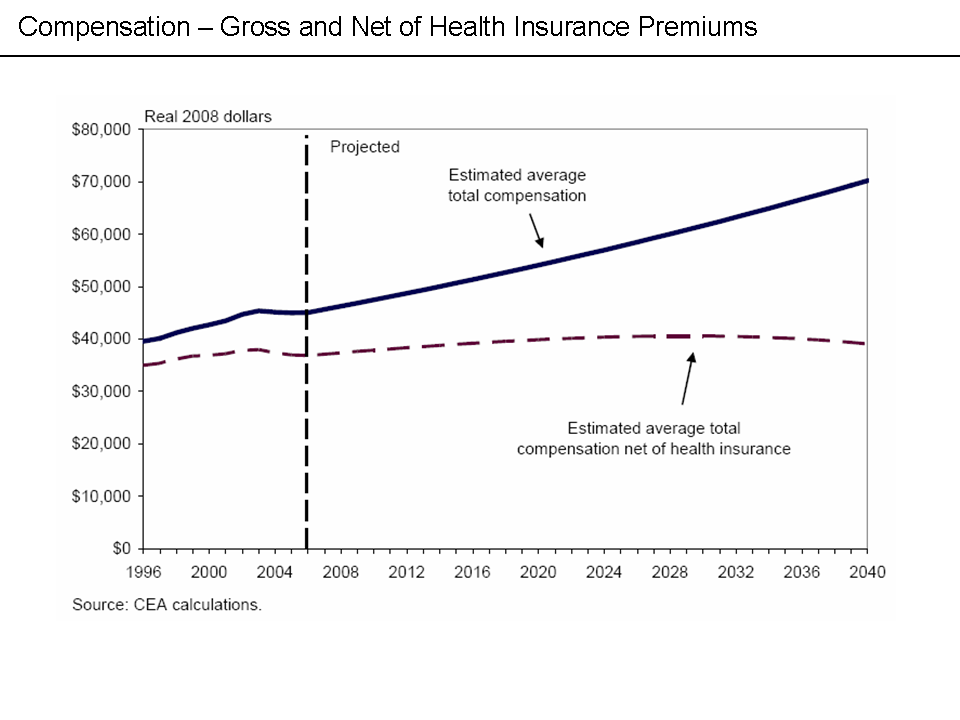
雇主為工人支付的醫療保險費逐漸取代薪資報酬

CBO還描述保險費的稅收待遇如何影響到人們行為：
導致醫療衛生系統效率低下的一個因素，尤其是在因就業而投保的醫療保險，對保險的成本以及由誰來承擔，缺乏明確的規定。雇主為就業者投保醫療保險所支付的款項，以及僱員為醫療保險所支付的款項，均不列為個人所得和薪資稅賦的課稅項目。雖然理論和實際證據都顯示工人最終會因就業而支付醫療保險，薪資因此減少，但對許多工人來說這種成本不夠明顯。如果工人更清楚知道因為雇主支付，個人的收入會減少，以及知道這些費用的實際用途，可能會把個人更廣泛的成本意識激發出來，而導致需求的改變。
2009年11月，《經濟學人》雜誌估計在2013年到2014年期間，對雇主提供的醫療保險費用徵稅（目前免稅）的話，每年將為聯邦增加2,150億美元的稅收。 彼得·辛格在《紐約時報》上寫道，目前未對保險費徵稅，是對私人醫療保險業提供2,000億美元補貼，這種補貼，或許就是這些醫療保險業得以存在的原因。換句話說，如果納稅人每年要多支付與醫療保險有關的2,000億美元稅款，他們可能更會改變行為，或者改變保險系統本身。聯邦政府在2008年徵收的所得稅是11.46兆美元，因此這2,000億美元代表的是稅收可增長17.5％。

### 減少肥胖症
預防肥胖症和超重是降低醫療成本的兩個重要項目。美國疾病管制與預防中心（CDC）報告說，在1998年的醫療費用裡面，大約有9％是花在治療超重和肥胖症之上，按2002年的美元計算，這項金額高達930億美元。其中近一半的費用由經由Medicare或Medicaid支付。但是CDC估計，這些成本到2008年幾乎會增加一倍，達到1,470億美元。CDC列出一系列容易由肥胖導致的昂貴疾病，並發布一系列預防超重的策略，包括：讓健康飲食容易取得、推廣選擇健康食物、鼓勵孩子們運動、和維持安全社區以利體育活動進行。在2007年，估計有26％的美國成年人過胖，而2005年的比率為24％。各州人口肥胖率介於18％至30％之間。男性和女性的肥胖率大致相同。有人提出所謂的"脂肪稅"，以鼓勵人們採取更健康的生活方式，或者對被認為會造成肥胖的產品（例如軟性飲料）徵稅，或者對肥胖者徵稅，就像日本做的一樣。

### 單一支付者醫療衛生系統

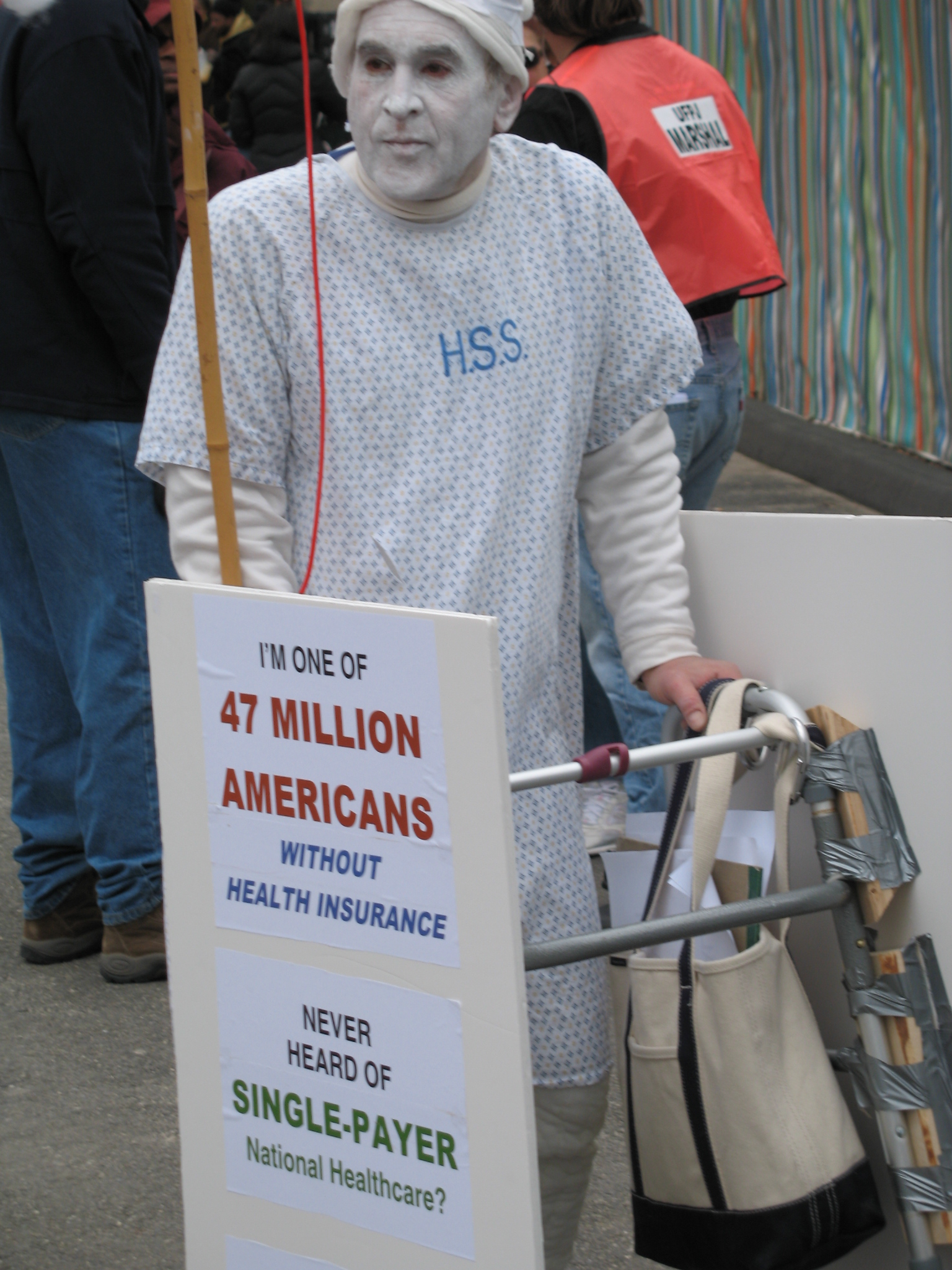
單一支付者系統的支持者，穿特製服裝，出現在2009年4月的抗議活動中。

## 遊說

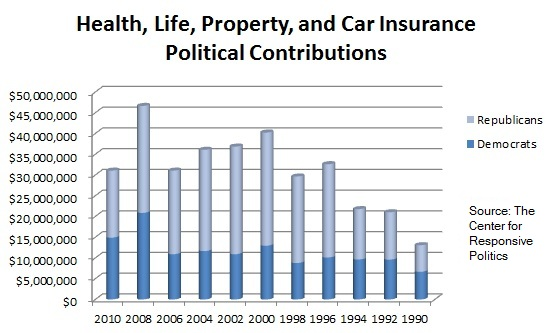
美國1990年到2010年，醫療保險、壽險、財產險、還有汽車險業者的政治獻金。

根據響應政治中心所收集的數據，2007年和2008年，醫療衛生和保險行業向眾議院和參議院的議員捐贈的獻金有近1.7億美元，其中54％給民主黨。數據顯示，在2009年的前三個月，獻金在政黨對象的轉變更加明顯，當時民主黨從醫療衛生單位及其員工捐贈的540萬美元獻金中佔有60％。主持關鍵委員會的立法者是主要的受惠者，其中有人收到超過100萬美元的捐款。
馬特·泰比在滾石雜誌中寫道，過去曾倡導單一支付者系統的歐巴馬總統和主要參議員不願面對保險公司及其強有力的遊說壓力。參議院財政委員會中參與立法的主要政治人物已從醫療衛生行業獲得超過200萬美元的競選獻金。幾家受邀在聽證會上作證的公司所派出的遊說者曾在委員會主席馬克斯·博卡斯參議員手下工作過。博卡斯先生在2009年2月表示："我們曾有機會可推動單一支付者系統。但到目前，這個法案在國會裡連上一壘的機會都沒有。" 
喬治·麥戈文寫道，參議院財政委員會主席和排名靠前的少數成員獲得大量競選獻金，這個委員會對醫療衛生立法具有管轄權："主席馬克斯·博卡斯（民主黨籍，蒙大拿州）及其委員會，從2003年以來已收到近400萬美獻金，愛荷華州的共和黨籍參議員查克·格拉斯利也獲得超過200萬美元的獻金。政治人物去評斷另一個政治人物的個人動機或許不對，但是博卡斯和格拉斯利，以及受到遊說團體慷慨捐款的其他國會議員，他們都是堅決反對單一支付者制度的人士。” 

## 關於政治運作
辯論的大部分內容都涉及各方如何爭相表達他們的觀點，而不是具體的改革建議。在美國的醫療衛生改革辯論中受到茶黨成員抗議現象的影響，以及記者和政客對這些抗議的回應。支持政府在醫療衛生領域發揮更大作用的支持者，譬如倡議組織媒體和民主中心的前保險公共關係執行官溫德爾·波特（其資金來自像政治上傾向自由主義的潮汐基金會等團體），辯稱這產生的誇張現象是一種偽草根運動（營銷機構或個人利用網路平台創造出某產品、服務或者政治觀點很受草根階層認可的假象，請參考：偽草根運動），他說他曾經為美國醫療保險公司信諾集團幹過類似的事。
反對政府參與更多的人，例如《為美國人繁榮》（其資金主要來自科氏工業集團）的菲爾·科彭，反過來辯稱那些反對公共計劃的公司，但其中又有些人試圖推動政府計劃讓他們得到不公平的利益，就像強制私人公司為其僱員購買醫療保險就是一例。鑑於不同團體在贊成和反對改革方面所做的組織和協調努力，新聞記者本·史密斯）把2009年中期稱為"人工草坪的夏天"（意涵在8月國會休會期間所發生的事，並未讓人們更了解醫療衛生辯論，但卻把華盛頓的官方和業界的秘密給抖出來。而Astroturf是在1980年代所創的一個名詞，代表一種偽裝為草根運動的伎倆）。

## 有關醫療衛生改革的爭論

### 自由主義者的觀點
有人認為醫療衛生是一項基本人權。《世界人權宣言》第25條指出："人人有權享有足以維持其本人及家人健康和福祉的生活水準，包括食物、衣服、住房和醫療衛生、以及必要的社會服務。"同樣的，羅斯福總統於1944年提出的第二權利法案提案中，也倡導人民的醫療權。
自由主義者是美國社會安全保險（Social Security）和Medicare的主要倡導者，Social Security和Medicare通常被當作是政府權力的重大擴張，而且獲得受益者的強力擁護。歐巴馬總統在 2009年9月的國會聯席會議上呼籲，政府負有道義責任，以確保所有公民得到優質的醫療衛生服務。他還引用已故參議員泰德·甘迺迪的信件中所說的"我們首先面臨的是道德問題；所涉問題不僅是政策的細節，而且是基本原則，還有美國的特質"。
《經濟學人》和《紐約時報》專欄作家保羅·克魯曼認為，共和黨和保守派在反對醫療衛生方面的策略是出於惡意的："在這一點，我們國家兩個偉大政黨之一（指共和黨）的指導原則，簡而言之，是惡意的。若是一件事對歐巴馬總統有好處，他們就會反對–不管對美國是否有好處。"他聲稱，共和黨反對歐巴馬總統所提的Medicare節約計劃"與共和黨的傳統和保守派聲稱的觀點完全矛盾。共和黨人將自己定位為Medicare花費無限制的捍衛者，是非常奇怪。首先，現代的共和黨（另稱大老黨Grand Old Party）認為自己是隆納·雷根的黨派，而雷根是Medicare制度的強烈反對者，警告說它將破壞美國的自由。其次，紐特·金里奇1990年代試圖強行削減Medicare的經費。近年來，共和黨人一再譴責應享權利支出的增長，這一增長在很大程度上是由醫療衛生成本上升所造成。”

### 保守和自由意志主義者的觀點
保守主義和自由意志主義者（libertarian）一向反對政府在經濟以及社會政策上干涉過多（包括在醫療衛生中的作用）。
例如，共和黨保守派專欄作家威廉·克里斯托爾在1993年至1994年期間倡導幾次自由市場改革，而不是柯林頓總統的計劃（請參考:柯林頓總統1993年醫療衛生計劃）。調查記者兼專欄作家約翰·斯托塞爾表示："保險會造成浪費。這就是醫療衛生成本高昂，而且通常對消費者不利的原因。在少數幾個有自由競爭的醫療衛生的區塊，例如整形外科和雷射眼科手術–客戶服務優良，價格卻持續下跌。"
共和黨參議員和醫學博士湯姆·科伯恩表示，瑞士的醫療衛生體系應成為美國改革的榜樣。他為《紐約太陽報》撰文指出，改革應該包括一種基於市場的方法，把醫療衛生稅收優惠轉移給個人，而不是雇主，並給予個人額外的稅收抵免，讓他們購買更多的保險覆蓋。
一些批評在2009年12月24日通過的PPACA的人，把這個法案比擬為"政府接管醫療衛生系統。" 美國非營利政治網站FactCheck稱這種講法是不合理的"咒語"。（Factcheck還對2009年辯論雙方提出的指控都予以批評）。哥倫比亞廣播公司稱這是一種迷思，"混雜了一些令人擔憂的因素。"
歐巴馬總統對政府接管醫療衛生系統的說法提出異議，並說他不希望保險公司人員干預，更不想讓政府官員干預。其他消息來源則爭論，或者是政府接管，或者是私人保險公司接管，或者是兩者一起接管。這場辯論是在"革命...改變醫療服務提供的方式" 的背景下發生：從2002年到2008年，醫生擁有的醫療服務機構比率從70％以上降至50％以下；與大多數醫生在小型私人診所中照顧病人的傳統做法已經不同，到2008年，大多數醫生已成為醫院的僱員，幾乎所有的醫院都由公司或政府所擁有。
共和黨還認為，擬議的醫療器械和藥品消費稅將增加疫苗製造商的租稅負擔。
一些保守派認為，強迫人們購買私人保險是違反美國憲法；38個州的立法者提出法案來反對新的法案，還有18個州向聯邦法院提起訴訟，挑戰對個人和州無準備金的強制納保。
共和黨籍參議員贾德·克雷格在關於醫療衛生改革法案通過後，接受採訪時說："好吧，以我的判斷，我們正在朝著……美國的歐洲化方向邁進。我們國家的偉大獨特性是圍繞著美國的例外論，真正的驅動力是創業家的個人主義精神-當沒人願意這樣做時，就出去冒個險，或者想出別人從來沒提過的想法，而現在這些都受到打壓。如果您特別是要遵循歐洲化模式，那政府會變得更大，干涉會越多。”

## 外部連結
- PBS Special Report:Healthcare Reform （页面存档备份，存于） NOW on PBS
- 中的“Health Care Reform in the United States”
- Malhotra, Umang, Solving the American Healthcare Crisis （页面存档备份，存于）, iUniverse, 2010. ISBN 978-1-4401-8018-7